# 圣巴斯弟盎圣殿 (比耶拉)

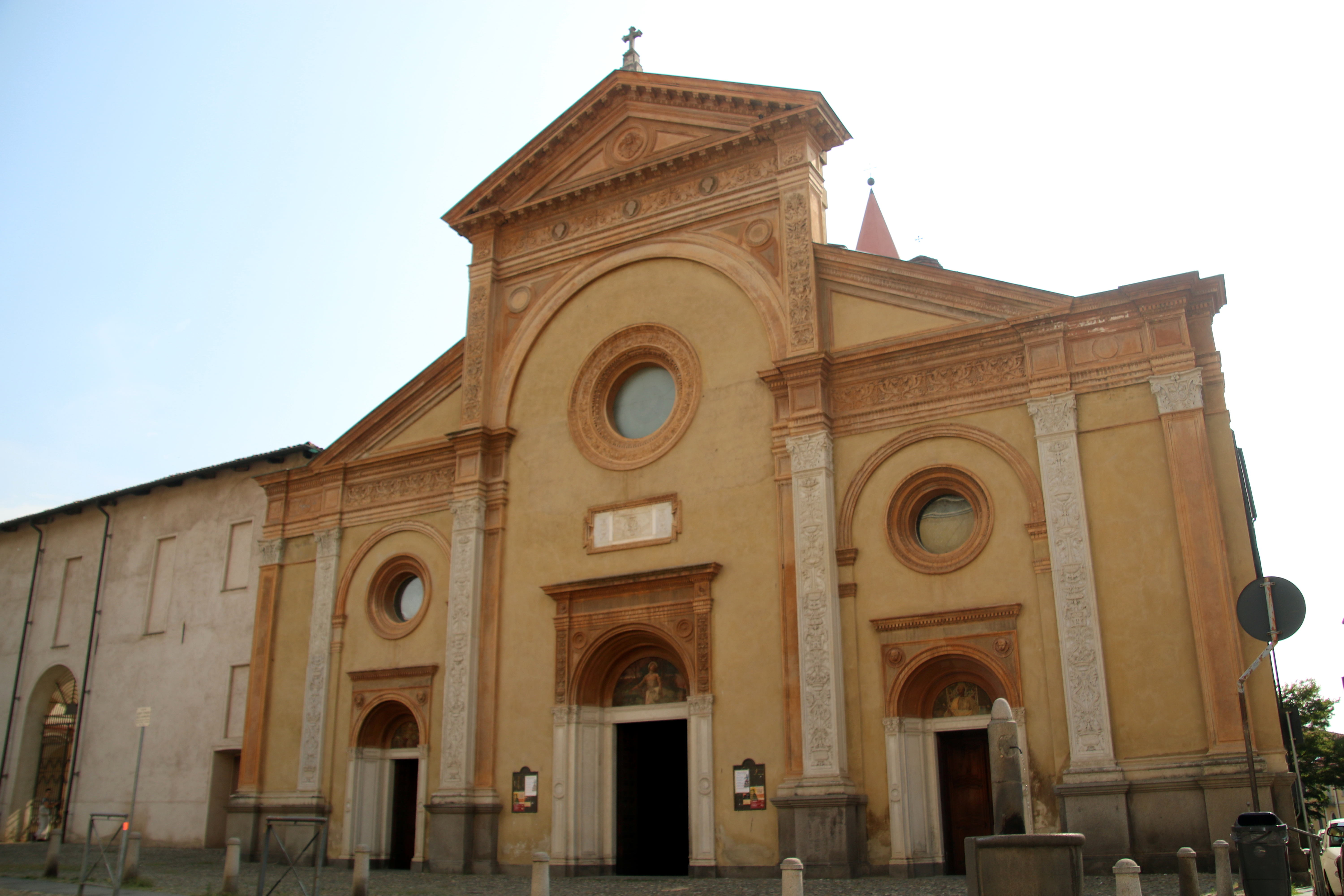

圣巴斯弟盎圣殿（Basilica di San Sebastiano）是一座罗马天主教宗座圣殿，位于意大利皮埃蒙特大区比耶拉省比耶拉，供奉圣巴斯弟盎。

## 历史

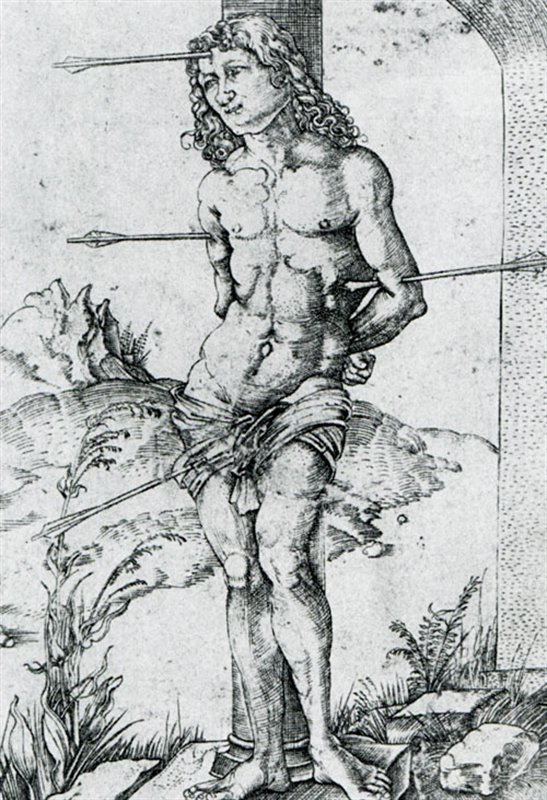
圣巴斯弟盎

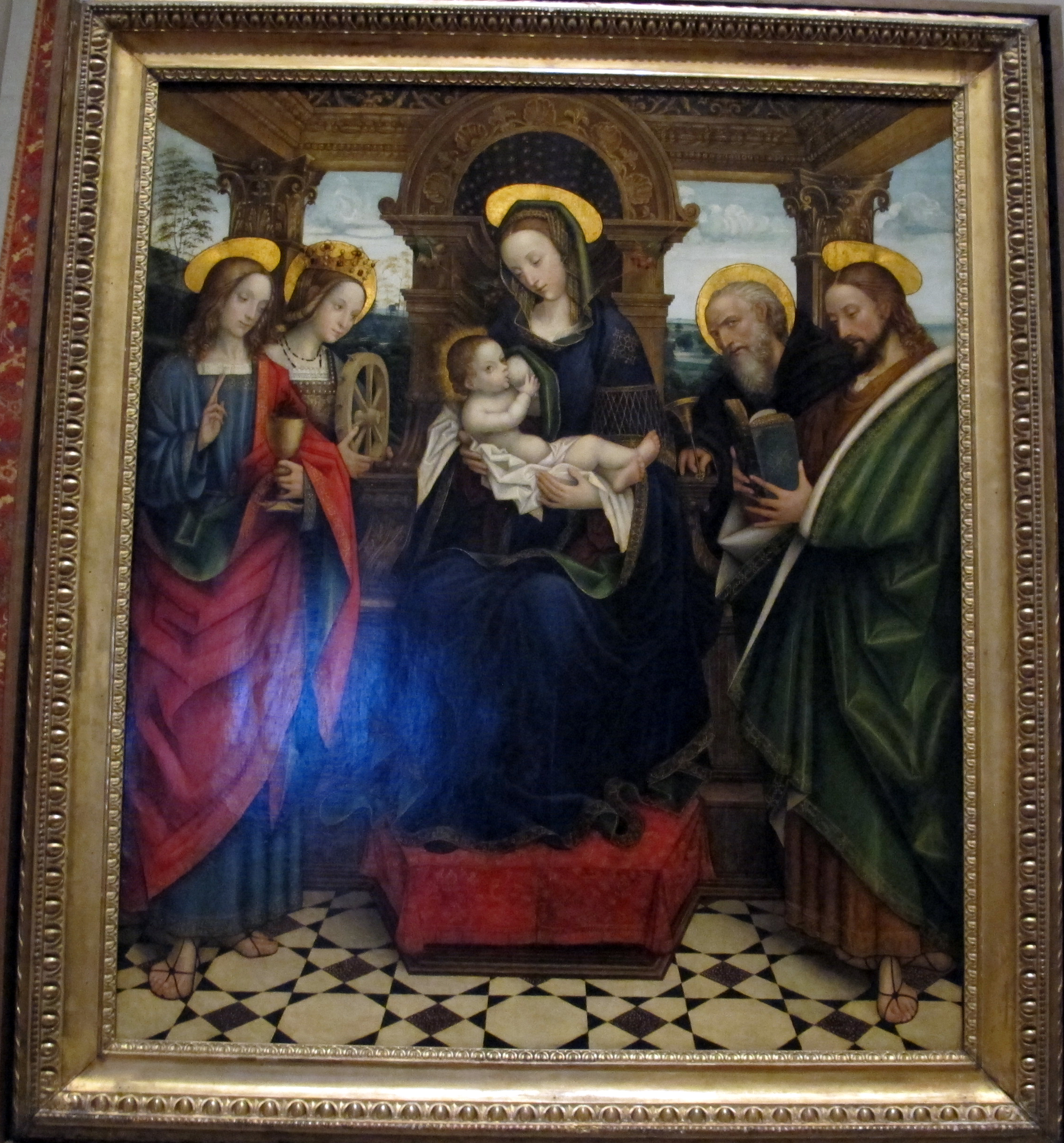

圣巴斯弟盎圣殿建于16世纪，是由萨伏伊王朝的财政部长塞巴斯蒂亚诺·费列罗（Sebastiano Ferrero）修建
该建筑为拉丁十字平面，建于1504-1551年，是一座文艺复兴建筑，立面直到19世纪才完工。
圣巴斯弟盎修道院曾长期用作营房和仓库，现在是比耶拉省博物馆（Museo Biellese）的所在地。